# Керрі Бартон (синхронна плавчиня)
Керрі Бартон (англ. Carrie Barton; нар. 19 травня 1976) — американська плавчиня.
Учасниця Олімпійських Ігор 2000 року.
Призерка Чемпіонату світу з водних видів спорту 1998 року.